# Marek Geišberg
Marek Geišberg (* 4. května 1982 Bratislava) je slovenský herec, syn herce Mariána Geišberga.
V roce 2005 absolvoval Vysokou školu múzických umění v Bratislavě. Od roku 2004 je členem Slovenského komorného divadla v Martině. Je obsazený v hlavní roli úspěšného muzikálu František z Assisi na scéně Divadla Jonáše Záborského v Prešově. Hrál ve slovenských filmech Muzika, Poločas rozpadu a Iba taká hra (1995).
Byl nominovaný v kategorii Nejlepší mužský herecký výkon DOSKY 2008 za postavu Eda v Tangu SKD.